# Tëplye Ključi
Tëplye Ključi (in lingua russa Тёплые Ключи) è un centro abitato dell'Oblast' autonoma ebraica, situato nell'Oblučenskij rajon.